# تاج‌پور، دلدارنگر
تاج‌پور، دلدارنگر (به انگلیسی: Tajpur) یک منطقهٔ مسکونی در هند است که در Ghazipur district واقع شده‌است.

## خصوصیات
تاج‌پور  ۱٬۱۸۰ نفر جمعیت دارد.